# Asian Cricket Council
L'Asian Cricket Council è un organo internazionale che governa il cricket in Asia, con lo scopo di promuovere e disciplinare il gioco del cricket in Asia. Nacque nel 1983 come Asian Cricket Conference ed assunse la denominazione attuale nel 1995. L'Asian Cricket Council organizza periodicamente i tornei Asia Cup, ACC Trophy e Asian Cricket Junior Tournaments; in passato ha organizzato anche l'Asian Test Championship.

## Nazioni membri
Attualmente sono 25 le nazioni appartenenti all'Asian Cricket Council, raggruppate in base allo status di appartenenza all'International Cricket Council. Alcuni paesi non ne fanno parte poiché non possiedono una federazione nazionale di cricket riconosciuta (ad esempio Vietnam, Laos), mentre altri quattro paesi asiatici (Giappone, Corea del Sud, Indonesia e Filippine) hanno scelto di rientrare nella ICC East Asia-Pacific.

### Full members ICC
- Bangladesh (Bangladesh Cricket Board)
- India (Board of Control for Cricket in India)
- Pakistan (Pakistan Cricket Board)
- Sri Lanka (Sri Lanka Cricket)
- Afghanistan (Afghanistan Cricket Federation)

### Associate members ICC
- Hong Kong
- Kuwait
- Malaysia
- Nepal
- Oman
- Singapore
- Thailandia
- Emirati Arabi Uniti (Emirates Cricket Board)

### Affiliate members ICC
- Bahrein
- Bhutan
- Brunei
- Cina
- Iran
- Maldive
- Birmania
- Qatar
- Arabia Saudita

### Nazioni non associate all'ICC
- Cambogia
- Taiwan
- Tagikistan